# Венецианка (рассказ)
«Венецианка» — рассказ Владимира Набокова, относящийся к русскому периоду его творчества. Был написан в 1924 году, впервые опубликован в 1995 году.

## Сюжет и история текста
Главный герой рассказа — студент из Кембриджа, который, как ему кажется, оказался внутри картины Себастьяно дель Пьомбо. В финале этот сюжетный ход находит естественное объяснение.
«Венецианка» была написана в сентябре 1924 года. При жизни автора она не публиковалась и впервые увидела свет в 1995 году в составе сборника: это был перевод на английский язык, выполненный Дмитрием Набоковым. В 1996 году рассказ был впервые опубликован на русском языке, в журнале «Звезда» (№ 11).
Биограф Набокова Брайан Бойд увидел в рассказе «яркие характеры», «хорошо выстроенные драматические коллизии», «остроумные метафизические ходы», напоминающие Пиранделло, но отметил отсутствие «ореола мистического смысла», характерного для более поздних произведений писателя.